# Rdeči Breg, Lovrenc na Pohorju
Rdeči Breg este o localitate din comuna Lovrenc na Pohorju, Slovenia, cu o populație de 248 de locuitori.